# Edi Dadić
Edi Dadić (* 22. Dezember 1993 in Rijeka, Kroatien) ist ein kroatischer Skilangläufer.

## Werdegang
Dadić trat bis 2012 an Juniorenrennen an. Sein erstes Weltcuprennen lief er im Dezember 2010 in Davos, welches er mit dem 77. Platz über 5 km klassisch beendete. Bei den nordischen Skiweltmeisterschaften 2011 in Oslo belegte er den 84. Platz im Sprint und den 62. Rang über 15 km klassisch. Seit 2011 nimmt er vorwiegend am Balkancup teil. Dabei holte er im März 2011 in Pale über 10 km Freistil seinen ersten Sieg im Balkancup. In der Saison 2012/13 kam er einmal auf den dritten und zweimal auf den zweiten Rang und erreichte den zweiten Platz in der Gesamtwertung des Balkancups. Seine beste Platzierung bei den nordischen Skiweltmeisterschaften 2013 im Val di Fiemme war der 72. Platz im 30-km-Skiathlon. In der folgenden Saison belegte er wie im Vorjahr den zweiten Platz in der Balkancup-Gesamtwertung. Dabei errang er in Mavrovo den dritten Platz über 10 km Freistil und den ersten Platz über 5 km Freistil. Sein bestes Resultat bei den Olympischen Winterspielen 2014 in Sotschi war der 58. Platz im 50-km-Massenstartrennen. Bei den nordischen Skiweltmeisterschaften 2015 in Falun belegte er den 69. Platz im Sprint und den 66. Rang über 15 km Freistil. Im März 2015 kam er mit zwei dritten Plätzen in Mavrovo erneut aufs Podest im Balkancup und errang zum Saisonende der Saison 2014/15 den fünften Platz in der Gesamtwertung. Zu Beginn der Saison 2015/16 wurde er beim Slavic Cup in Štrbské Pleso Dritter über 10 km klassisch und Zweite im Sprint. Im weiteren Saisonverlauf errang er im Balkancup zwei dritte und einen zweiten Platz und erreichte damit den neunten Platz in der Gesamtwertung des Slavic Cups und den vierten Platz in der Gesamtwertung des Balkancups. In der Saison 2016/17 holte er im Balkan Cup drei Siege. Zudem wurde er dreimal Zweiter und einmal Dritter und erreichte zum Saisonende den dritten Platz in der Gesamtwertung. Beim Saisonhöhepunkt den nordischen Skiweltmeisterschaften 2017 in Lahti belegte er den 68. Platz über 15 km klassisch und den 60. Rang im Sprint. In der folgenden Saison errang er mit drei ersten und zwei zweiten Plätzen den vierten Platz in der Gesamtwertung des Balkan-Cups. Bei den Olympischen Winterspielen 2018 in Pyeongchang belegte er den 69. Platz im Sprint und den 53. Rang über 15 km Freistil.
In der Saison 2018/19 errang er mit drei Siegen und einen zweiten Platz, den zweiten Platz in der Gesamtwertung des Balkan-Cups. Beim Saisonhöhepunkt, den nordischen Skiweltmeisterschaften 2019 in Seefeld in Tirol lief er auf den 80. Platz im Sprint und auf den 28. Rang zusammen mit Marko Skender im Teamsprint.

## Teilnahmen an Weltmeisterschaften und Olympischen Winterspielen

### Olympische Spiele
- 2014 Sotschi: 58. Platz 50 km Freistil Massenstart, 60. Platz 15 km klassisch, 64. Platz 30 km Skiathlon, 69. Platz Sprint Freistil
- 2018 Pyeongchang: 53. Platz 15 km Freistil, 69. Platz Sprint klassisch

### Nordische Skiweltmeisterschaften
- 2011 Oslo: 62. Platz 15 km klassisch, 84. Platz Sprint Freistil
- 2013 Val di Fiemme: 72. Platz 30 km Skiathlon, 75. Platz 15 km Freistil, 77. Platz Sprint klassisch
- 2015 Falun: 66. Platz 15 km Freistil, 69. Platz Sprint klassisch
- 2017 Lahti: 60. Platz Sprint Freistil, 68. Platz 15 km klassisch
- 2019 Seefeld in Tirol: 28. Platz Sprint klassisch, 80. Platz Sprint Freistil

## Siege bei Continental-Cup-Rennen
| Nr. | Datum            | Ort        | Disziplin       | Serie      |
| --- | ---------------- | ---------- | --------------- | ---------- |
| 1.  | 19. März 2011    | Pale       | 10 km Freistil  | Balkan-Cup |
| 2.  | 2. März 2014     | Mavrovo    | 5 km Freistil   | Balkan-Cup |
| 3.  | 7. Januar 2017   | Gerede     | 10 km klassisch | Balkan-Cup |
| 4.  | 8. Januar 2017   | Gerede     | 10 km Freistil  | Balkan-Cup |
| 5.  | 14. Februar 2017 | Mavrovo    | 10 km Freistil  | Balkan-Cup |
| 6.  | 13. Januar 2018  | Ravna Gora | 2,5 km Freistil | Balkan-Cup |
| 7.  | 19. Januar 2018  | Erzurum    | 10 km klassisch | Balkan-Cup |
| 8.  | 20. Januar 2018  | Erzurum    | 10 km klassisch | Balkan-Cup |
| 9.  | 14. Februar 2019 | Mavrovo    | 10 km Freistil  | Balkan-Cup |
| 10. | 9. März 2019     | Pale       | 10 km Freistil  | Balkan-Cup |
| 11. | 10. März 2019    | Pale       | 15 km Freistil  | Balkan-Cup |